# SquashFS
SquashFS is een bestandssysteem voor Linux. SquashFS comprimeert bestanden, inodes en mappen. SquashFS is ook de naam van de bijbehorende vrije en open software, beschikbaar onder de GPL-licentie.
SquashFS is bedoeld voor algemene bestandstructuren waaruit enkel gelezen moet worden. Het bestandsysteem laat niet toe om de data te wijzigen. Er kan enkel een nieuwe squashFS-structuur gemaakt worden ter vervanging van de vorige. In die zin is het gebruik vergelijkbaar met een gecomprimeerd bestand zoals een zipbestand.
De eerste versie van SquashFS gebruikte het gzip-formaat. Stelselmatig worden andere compressiesystemen toegevoegd, zoals LZMA, LZO en LZMA2.

## Typisch gebruik
SquashFS wordt vaak gebruikt bij Live CD van courante Linuxdistributies, maar bv. ook voor de systeempartitie van Android N. Dit laat toe om grotere datastructuren te gebruiken met vooraf klaargemaakte data vanuit een basisbestandsysteem dat zich in het geheugen bevindt. Door de compressie kan de beschikbare plaats op de cd-rom optimaal gebruikt worden.
Ook voor systemen die opstarten vanaf flashgeheugen zoals thin clients is dit een vaak gebruikte oplossing. De Tiny Core Linux-distributie is een typisch voorbeeld waarbij het basisbestandsysteem in het RAM-geheugen zit, terwijl grote stukken van de software via SquashFS beschikbaar worden gesteld. Enkel voor bepaalde configuratie- en gebruikerbestanden wordt dan een meer klassiek bestandsysteem gebruikt naast het SquashFS-systeem.